# 竹山乡 (安仁县)
竹山乡，是中华人民共和国湖南省郴州市安仁县下辖的一个乡镇级行政单位。

## 行政区划
竹山乡下辖以下地区：
松岗村、楠木村、竹山村、茶山村、连沅村、梨树村、连十村和大马村。